# Tułyhołowe
Tułyhołowe (ukr. Тулиголове) – wieś na Ukrainie, w obwodzie sumskim, w rejonie królewieckim. W 2001 roku liczyła 1464 mieszkańców.
Miejscowość leży nad rzeką Ret´, niedaleko znajdują się wsie Jarosławeć i Bystryk.
Wieś powstała w pierwszej połowie XVII wieku. W pobliżu wsi odnaleziono osadę z okresu Rusi Kijowskiej.
Słynie z uprawy specjalnej odmiany jabłek o nazwie „tułyholiwka”.